# تیگران کامساراکان
تیگران کامساراکان (ارمنی: Տիգրան Կամսարական؛ انگلیسی: Tigran Kamsarakan زادهٔ ۱۸۶۶ - درگذشته ۴ ژانویهٔ ۱۹۴۱)، نثرنویس اهل ارمنستان بود.

## زندگی‌نامه
وی در ۱۸۶۶ در کنستانتینوپل به دنیا آمد. وی در مدرسه محلی ارمنی آرامیان-اونچیان تحصیل نمود. در بیست سالگی به لطف رمان «وارژاپتین آغجیک» که پس از فرار از کنستانتینوپل در جریان قتل‌عام ارمنی‌ها در اواسط دهه ۱۸۹۰ مورد تحسین قرار گرفت و به یک چهره ادبی مشهور تبدیل شد. وی ابتدا در مصر (۱۸۹۵–۱۹۱۹) ساکن شد و سپس در سال ۱۹۱۶ برای همیشه به پاریس نقل مکان کرد. وی در ۴ ژانویهٔ ۱۹۴۱ در سن ۷۵ سالگی در ویشی درگذشت.

## یادداشت
1. ↑  Varžapetin ałjike